# Teorema de la bola peluda

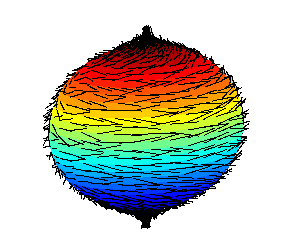
Si un campo vectorial sobre una esfera se simboliza por pelos de longitud constante, el teorema de la bola peluda estipula que la esfera contiene al menos un rizo. La figura contiene dos, uno en cada polo.

En matemática, y más precisamente en topología diferencial, el teorema de la bola peluda es un resultado que se aplica a esferas que en cada punto poseen un vector, visualizado como un «pelo» tangente a la superficie. Afirma que la función que asocia a cada punto de la esfera el vector admite al menos un punto de discontinuidad, lo que significa que el peinado contiene un «bucle» o «rizo», es decir que habrá zonas vacías (o calvicie).
De manera más rigurosa, un campo vectorial continuo definido sobre una esfera de dimensión par, al menos igual a 2, se anula en al menos un punto. Este resultado se relaciona con los llamados teoremas de punto fijo y tiene numerosas aplicaciones en áreas como la meteorología o la computación gráfica.

## Representación intuitiva
Se representa intuitivamente una esfera recubierta por pelos lisos y no crespos, cada punto de la esfera es la raíz de un pelo. A continuación, se considera la proyección sobre el plano tangente a la esfera en el punto en que el pelo crece: el conjunto de estas proyecciones da una buena idea de un campo de vectores tangentes a la esfera. Lo que se busca entonces es "peinar" estos pelos alisándolos sobre la superficie de la bola, evitando las discontinuidades: el peinado no tiene raya, no se permite a ningún pelo cambiar bruscamente de dirección con respecto a los otros. El teorema afirma entonces que es imposible obtener este resultado: cualquier intento causará al menos un rizo, es decir un punto en que un pelo se parará.

## Enunciado
| Teorema de la bola peluda Si {\displaystyle n\ } es un entero par al menos igual a {\displaystyle 2\ }, todo campo vectorial continuo {\displaystyle X\ } sobre la esfera real {\displaystyle S_{n}\ } se anula en un punto al menos; es decir que existe {\displaystyle v\ } (que depende de {\displaystyle X\ }) tal que: {\displaystyle X(v)=0\ }. |

Nota: en dimensión impar, sí es posible construir campos vectoriales continuos que no se anulan nunca.

## Historia
Este teorema fue demostrado por primera vez por Luitzen Egbertus Jan Brouwer en 1912. La prueba generaliza los resultados obtenidos con anterioridad como el teorema de la curva de Jordan o los trabajos de Leopold Kronecker sobre las funciones continuamente diferenciables de la esfera real de dimensión n- 1 en un espacio vectorial de dimensión n. Estos resultados, aunque de formulación intuitiva, requieren para su demostración desarrollos a veces técnicos. Un ejemplo arquetípico de resultados de la misma naturaleza es el teorema del punto fijo de Brouwer, el cual enuncia que toda aplicación continua de una bola cerrada de un espacio vectorial euclidiano de dimensión finita en él mismo, admite un punto fijo. 

## Demostración
Muchas de las demostraciones de este teorema son por «reducción al absurdo». Los formalismos matemáticos requeridos en algunas de ellas escapan a las pretensiones del presente artículo.[Ver bibliografía]

### Demostración visual por el disco
Es una demostración que utiliza el argumento del reductio ad absurdum (se pueden construir análogos tridimensionales: se quiere demostrar que no puede haber campo vectorial tangente y continuo, que no se anule nunca sobre la esfera ordinaria en el espacio tridimensional). Al razonar por el absurdo, se supone que sí existe una aplicación continua {\displaystyle f\ } del disco unitario en él mismo, tal que {\displaystyle f(x)\ } es distinta de {\displaystyle x\ } para cualquier {\displaystyle x\ } del disco. Lo que se busca es fabricar una bola peluda sin rizo ni calvicie, y obtener así una contradicción.
Si se tiene una aplicación {\displaystyle f\ } sin punto fijo, entonces cada punto {\displaystyle x\ } del disco permite definir un vector no nulo, el vector {\displaystyle f(x)-x\ }. Intuitivamente, la idea es «plegar» una esfera cortada por la mitad, y hacerla coincidir exactamente con el semi-disco.

Al pegar nuevamente ambos hemisferios de la esfera, los campos tangentes se recomponen continuamente, obteniéndose así un «peinado» continuo y sin «calvicie», que es la contradicción deseada.

### Formalización geométrica
Se razona nuevamente por el absurdo. Dada una esfera, se eligen un polo norte y un polo sur, así como una orientación. De este modo se puede hablar de paralelos de la esfera y orientarlos de manera continua. Adicionalmente, se define un sistema referencial móvil tangente a la esfera.  
Se le puede asociar entonces a cada paralelo un número: el número de vueltas del campo vectorial en el sistema móvil a lo largo de ese paralelo. Este número está bien definido pues el campo vectorial no se anula; depende continuamente de la latitud del paralelo -según los resultados estándares sobre la continuidad del número de vueltas- y es entero. Por lo tanto es constante.
A continuación, se calcula el número de vueltas en la vecindad del polo norte, punto en que el sistema de referencia móvil cesa de estar definido. Para paliar esta dificultad, se proyectan a la vez el campo vectorial {\displaystyle v\ } y es sistema móvil sobre el plano tangente al polo norte. La orientación de este plano tangente se deduce de la orientación de la esfera. Por continuidad, el número de vueltas no cambia y vale {\displaystyle m\ } y {\displaystyle m\ } vale {\displaystyle +1\ } o {\displaystyle -1\ } según la elección de la orientación de los paralelos.
Siguiendo un razonamiento similar en una vecindad del polo sur, el sistema móvil dará una vuelta alrededor del polo sur en el sentido de los paralelos, mas para mantener una orientación coherente con la de la esfera, en tanto que plano en el espacio de tres dimensiones, el plano tangente debe estar orientado en el sentido opuesto, y por lo tanto el número de vueltas será {\displaystyle -m\ }, lo cual es una contradicción.

### Formalización analítica
Para el desarrollo algebraico formal de las demostraciones expuestas, se puede tomar, por ejemplo, {\displaystyle x\ } como un punto corriente de la esfera y {\displaystyle v(x)\ } el campo de vectores; a continuación se parametriza la esfera en coordenadas polares (suponiendo un radio 1):
{\displaystyle x_{1}=\cos \theta \cos \phi ,\quad x_{2}=\sin \theta \cos \phi ,\quad x_{3}=\sin \phi }
con 0≤{\displaystyle \theta }<2{\displaystyle \pi } y {\displaystyle -\pi /2}≤ {\displaystyle \phi }≤{\displaystyle \pi /2}. El resultado muestra la contradicción esbozada, al calcular el número de vueltas del campo tangente, con una determinada orientación, en la vecindad de los polos.
| Demostración de Milnor |
| Sea {\displaystyle X\ } un campo vectorial contenido en {\displaystyle S_{n}\ } y a valores en el espacio euclídeo {\displaystyle V\ } de dimensión {\displaystyle n+1\ }, con {\displaystyle n\ } par. Se demuestra por el absurdo que esta funcíón debe anularse forzosamente en al menos un punto {\displaystyle v\ } de la esfera. Se nota {\displaystyle \|v\|\ } la norma euclidiana de un vector {\displaystyle v\ } de {\displaystyle X\ }, y {\displaystyle (v\|w)\ } el producto escalar euclidiano de {\displaystyle v\ } y {\displaystyle w\ }, pertenecientes a {\displaystyle X\ }. |

## Generalización

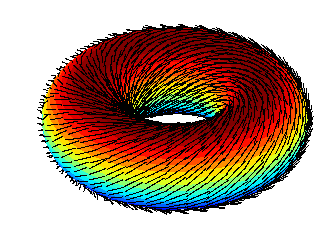
En un toro la situación es diferente.

La demostración analítica debida a Milnor generaliza el teorema al caso de cualquier dimensión. Una demostración ligeramente diferente es debida a A. Rogers.
Otras pruebas se basan en conceptos de la topología algebraica; una demostración clásica utiliza la característica de Euler; también se puede formular como un caso particular del teorema de Poincaré-Hopf; otras pruebas se basan en propiedades de homotopía matemática (teorema de Borsuk-Ulam). En el caso de la esfera ordinaria, es posible deducir una demostración a partir del lema de Sperner.
Existe un argumento relacionado (en topología algebraica) que se basa en el número de Lefschetz y los números de Betti: en una 2-esfera, el número de componentes conectadas (número de Betti) son 1, 0, 1, 0, 0, ... Los números de Lefschetz (la traza total de homología) de la función identidad es igual a 2; al integrar el campo vectorial, se obtiene un difeomorfismo de la esfera. Se requiere algo más de trabajo riguroso para mostrar que, debido a que el número de Lefschetz no se anula, debe haber un punto en el que el campo vectorial sea cero. 
La generalización del teorema está íntimamente conectada con la característica de Euler χ: la 2n-esfera no tiene un campo vectorial que no se anule para n ≥ 1. Esto es una consecuencia directa del teorema de Poincaré–Hopf. En el caso específico de un toro matemático, por ejemplo, la característica de Euler es 0, por lo que sí es posible obtener un peinado sin bucles ni zonas claras.

## Aplicaciones y consecuencias
Las consecuencias del teorema son numerosas y no se limitan a las matemáticas.

### Teorema del punto fijo de Brouwer
Es posible demostrar el teorema del punto fijo de Brouwer a partir del teorema de la bola peluda:
| Sea {\displaystyle n\ } un entero al menos igual a {\displaystyle 1\ } y {\displaystyle B_{n}\ } la bola cerrada centrada en el origen de radio {\displaystyle 1\ } en el espacio euclídeo {\displaystyle V\ } de {\displaystyle n\ } dimensiones. Sea {\displaystyle f\ } una aplicación continua de {\displaystyle B_{n}\ } en ella misma. Entonces {\displaystyle f\ } posee un punto fijo; en otras palabras, existe {\displaystyle x\ } en {\displaystyle B_{n}\ } tal que {\displaystyle f(x)=x\ }. |

### Corolario
Una consecuencia del teorema de la bola peluda es que toda función continua que «mapee» una esfera en sí misma tiene o bien un punto fijo o bien un punto que se mapea en su punto antípodo. Esto se puede ver al transformar una función en un campo vectorial tangente y definiendo por ejemplo una proyección estereográfica de la función sobre la esfera. El teorema asegura qua habrá al menos un punto p para el cual la proyección será 0.

### Meteorología

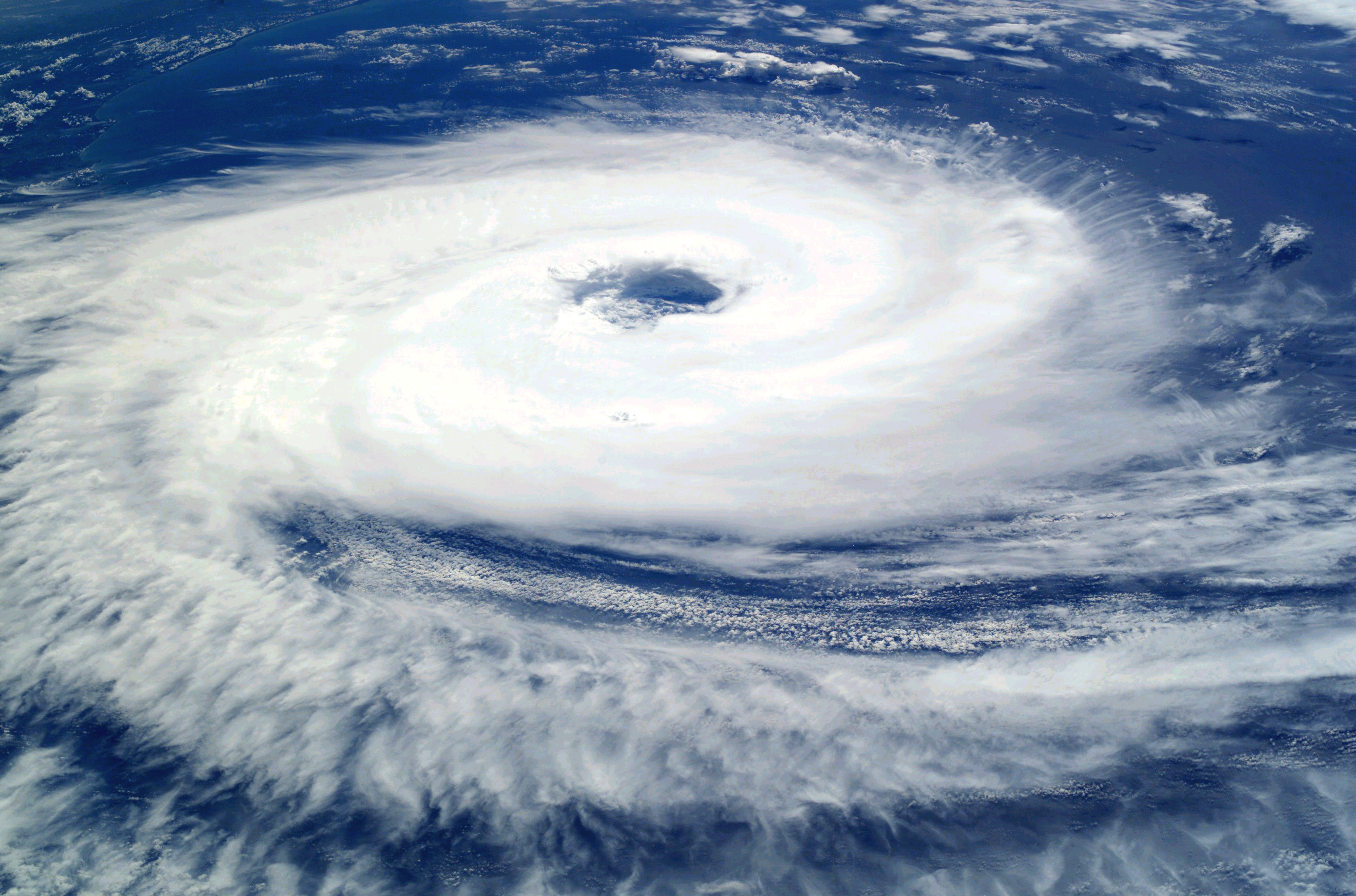
Ojo del ciclón tropical.

El teorema tiene consecuencias en meteorología; se considera una modelización esquemática del viento como vector definido continuamente en cada punto sobre la superficie del planeta con atmósfera. Como una idealización, el viento tiene componentes vectoriales bidimensionales, y su movimiento a lo largo del eje vertical es nulo.
Bajo estas condiciones, la falta absoluta de viento corresponde a una solución posible: el campo de vectores nulos. Este escenario no presenta mayor interés desde el punto de vista del teorema, y es físicamente irrealista (viento siempre habrá). En el caso en que hay algo de viento, el teorema de la bola peluda dice que en todo momento debe haber al menos un punto en el planeta sin nada de viento.
En un sentido físico, esta zona de no viento corresponde al ojo de un ciclón o anticiclón (efecto observable, por ejemplo, en la vellosidad de una pelota de tenis, de forma espiral alrededor de esta zona). El teorema de la bola peluda impone la existencia permanente de un punto sobre la tierra en donde el viento se modeliza por un sistema arremolinado y, en su centro, un ojo. 
Esta consecuencia se observa de hecho en la realidad. El teorema no dice nada sin embargo acerca de la talla del vórtice o la potencia de los vientos que lo rodean.

### Computación gráfica

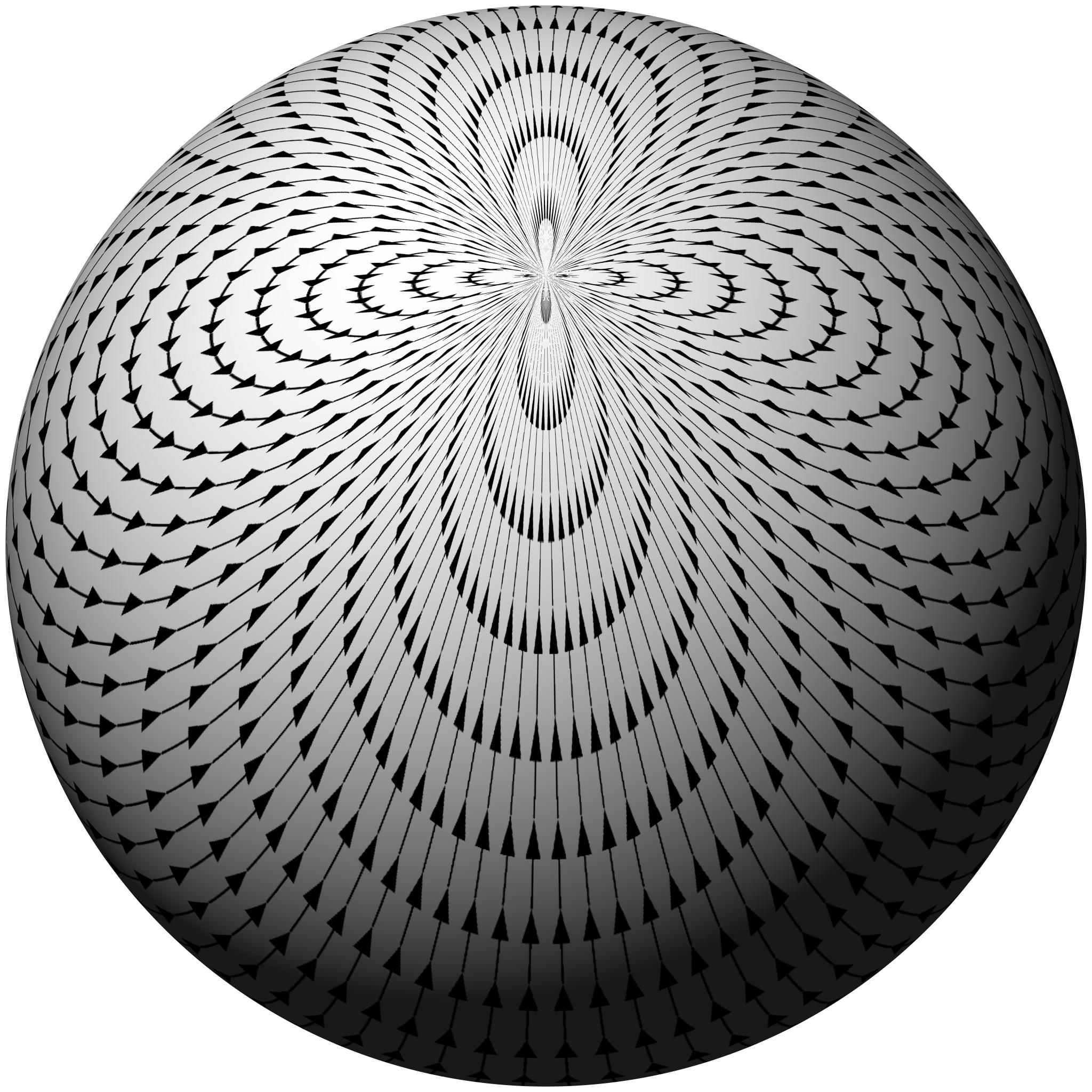
Campo vectorial continuo tangente sobre una 2-esfera.

Un problema común en computación gráfica es el de generar, en el espacio tridimensional, un vector no nulo que sea ortogonal a una zona no nula dada. No existe una función continua que pueda hacer esto para todos los vectores no nulos dados. Este es un corolario del teorema de la bola peluda. Para verlo, puede considerarse el vector dado como el radio de una esfera: encontrar un vector ortogonal no nulo ortogonal a uno dado sería equivalente a encontrar un vector no nulo que sea tangente a la superficie de esa esfera. El teorema asegura que no existe una función continua que pueda definirse en cada punto de una esfera (i.e. para cada vector dado).